# Tanju Çolak
Tanju Çolak (n. 10 noiembrie 1963 în Samsun, Turcia) este un fost jucător de fotbal turc, care juca pe post de atacant. A jucat la Fenerbahçe SK și la Galatasaray SK.

## Premii obținute
- Gheata de aur (19)